# Беево (Полтавская область)
Беево (укр. Бієве) — село в Кибинском сельском совете Миргородского района Полтавской области Украины.
Код КОАТУУ — 5323282802. Население по переписи 2001 года составляло 9 человек.
Село указано на трехверстовке Полтавской области. Военно-топографическая карта.1869 года как хутор Беева

## Географическое положение
Село Беево находится недалеко от истоков реки Лихобабовка. Через село проходит автомобильная дорога Р-42, рядом проходит железная дорога, станция Беево в 0,5 км.